# 식모의 유산
식모의 유산은 1969년 공개된 대한민국의 영화이다.

## 배역
- 문희
- 윤정희
- 오영일
- 남석훈
- 황정순
- 최리
- 트위스트 김
- 성소민
- 최삼
- 최일
- 오영민
- 최재호